# Leacril

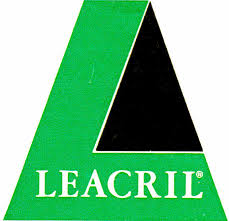
Logo del marchio registrato Leacril.

Leacril è il marchio registrato di una delle fibre acriliche prodotte dalla Montefibre. In passato è stato un marchio esclusivo dell'Acsa e successivamente, a seguito dell'incorporazione di quest'ultima, della Châtillon. Il materiale è composto da macromolecole lineari che presentano nella catena almeno l'85% in massa di unità acrilonitriliche.